# 约瑟夫·班克斯
约瑟夫·班克斯爵士，Bt，GCB，PRS（英語：Sir Joseph Banks，1743年2月24日—1820年6月19日），英国探险家和博物学家，曾长期担任皇家学会会长，参与澳大利亚的发现和开发，还资助了当时很多年轻的植物学家。
班克斯是从1776年加入了到纽芬兰-拉布拉多的远征探险开始成名的。他参与了詹姆斯·库克船长的第一次航行（1768-1771年），途经了巴西，大溪地岛，在那之后6个月又到了新西兰、澳大利亚，功成名就后便回到了英国。他担任皇家学会会长超过41年。他建议英王乔治三世，通过把全世界的植物学家收集到的植物收藏到邱园，使邱园变成世界上具有领导地位的植物园。
班克斯提倡英国在新南威尔士州建立殖民地并使整个澳大利亚殖民化，同时，把植物湾建成一个囚犯的收容中心，还建议英国政府在所有澳大利亚事务上皆按照这种方法行事。他把桉树，刺槐和一个以他的名字命名的属—拔克西木属的植物引入西方世界。
世界上大约有80种植物的名字是以他的名字命名的。他也是非洲协会（African Association）的创始领导者和一个致力于帮助建立皇家艺术研究院的业余爱好者协会（Society of Dilettanti）的成员。
约瑟夫·班克斯早年曾在哈罗公学和伊顿公学就读，1760年至1763年就读于牛津大学基督教堂学院。1761年，他从其父亲那里继承了一笔丰厚的财产，之后四处旅行采集植物标本，参加了詹姆斯·库克的第一次航行（1768～1771）。
约瑟夫·班克斯专门研究了经济植物的引进。他首先提出了有袋类哺乳动物比有胎盘的哺乳动物更为原始的观点。他资助过很多植物学家前往各地去搜集植物。他在伦敦的家也成为当时杰出科学家交流思想的场所。1766年，班克斯成为英国皇家学会的院士，并于1778年成为该学会主席，直至去世。1820年6月19日，班克斯在伦敦附近的埃爾沃斯逝世。1781年，班克斯被封为從男爵。

## 生平

### 早年生活

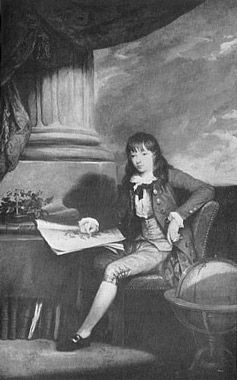
1757年班克斯和植物的肖像画插图。作者不明，可能是Lemuel Francis Abbott 或是Johann Zoffany的

班克斯出生于伦敦阿盖尔大街。他的父亲威廉·班克斯（William Banks）是一个林肯郡的乡绅、英国下议院的议员。他的妻子撒拉（Sarah）是威廉·贝特（William Bate）的女儿。

### 教育
班克斯从9岁开始在哈羅公學学习，1756年后到伊顿公学学习；他的同学包括居士坦丁·馬爾格雷夫男爵（Constantine, Lord Mulgrave）
当班克斯还是男孩的时候他就很喜欢探索林肯郡的郊区，也产生了对自然，历史和植物学的热爱。当他17岁时，他接受了天花的人痘接种术，但是在那之后他病倒了，也就不再返回学校上课了。在1760年底，他以自费学生的身份在牛津大学登记入学。他被牛津大学基督堂学院准许入学，他学习的方向主要是集中在博物学而不是经典课程上。因为他决定受到更好的植物学教育，所以在1764年的时候他付钱给剑桥大学的植物学家Israel Lyons来牛津大学开授一系列的讲座。
1763年12月，班克斯离开牛津大学到切尔西。之后到1764年为止他继续在大学里进修，但是在同年他离开学校的时候他还没拿到学位。他的父亲于1761年去世，所以当他21岁时，他继承了在林肯郡的Revesby修道院的不动产，他也变成了当地的一个乡绅和官员，并把他的时间都花在林肯郡和伦敦的事情上。在他母亲的故乡切尔西，他继续通过加入药剂师名誉协会（Worshipful Society of Apothecaries）的切尔西药草园和大英博物馆从事他感兴趣的科学工作，在大英博物馆里，他认识了丹尼尔·索兰德（Daniel Solander）。他开始结交一些科学工作者，并且通过索兰德的介绍，他和卡尔·林奈（Carl Linnaeus）通信。随着班克斯的影响力逐渐变大，他当上了英王乔治三世的顾问，并劝说国王能支持探索新的陆地的航行，他希望这个能够满足他对植物学的兴趣。在1769年前的某个时候他成为了共济会会员。

### 纽芬兰-拉布拉多
班克斯于1766年被选为皇家学会会员，同年，也就是他23岁的时候，他和居士坦丁·马尔格雷夫男爵以继续学习他们博物学的目的一起搭乘HMS Niger号三帆快速战舰前往纽芬兰-拉布拉多。他出版了第一个按照林奈双命名法描述在纽芬兰-拉布拉多地区的动物和植物的书籍。他日记上描述的关于纽芬兰远征的内容在最近的南澳大利亚皇家地理学会上被重新发现。班克斯也记录了34种鸟类，其中包括了在1844年灭绝的大海雀。5月7号，在他们经过纽芬兰大浅滩的时候，他注意到有一大群“企鹅”在船边游泳。他在沙托湾（Chateau Bay, Labrador）采集了一个标本，这个标本后来鉴定出来是大海雀。

### 奋进号的航行

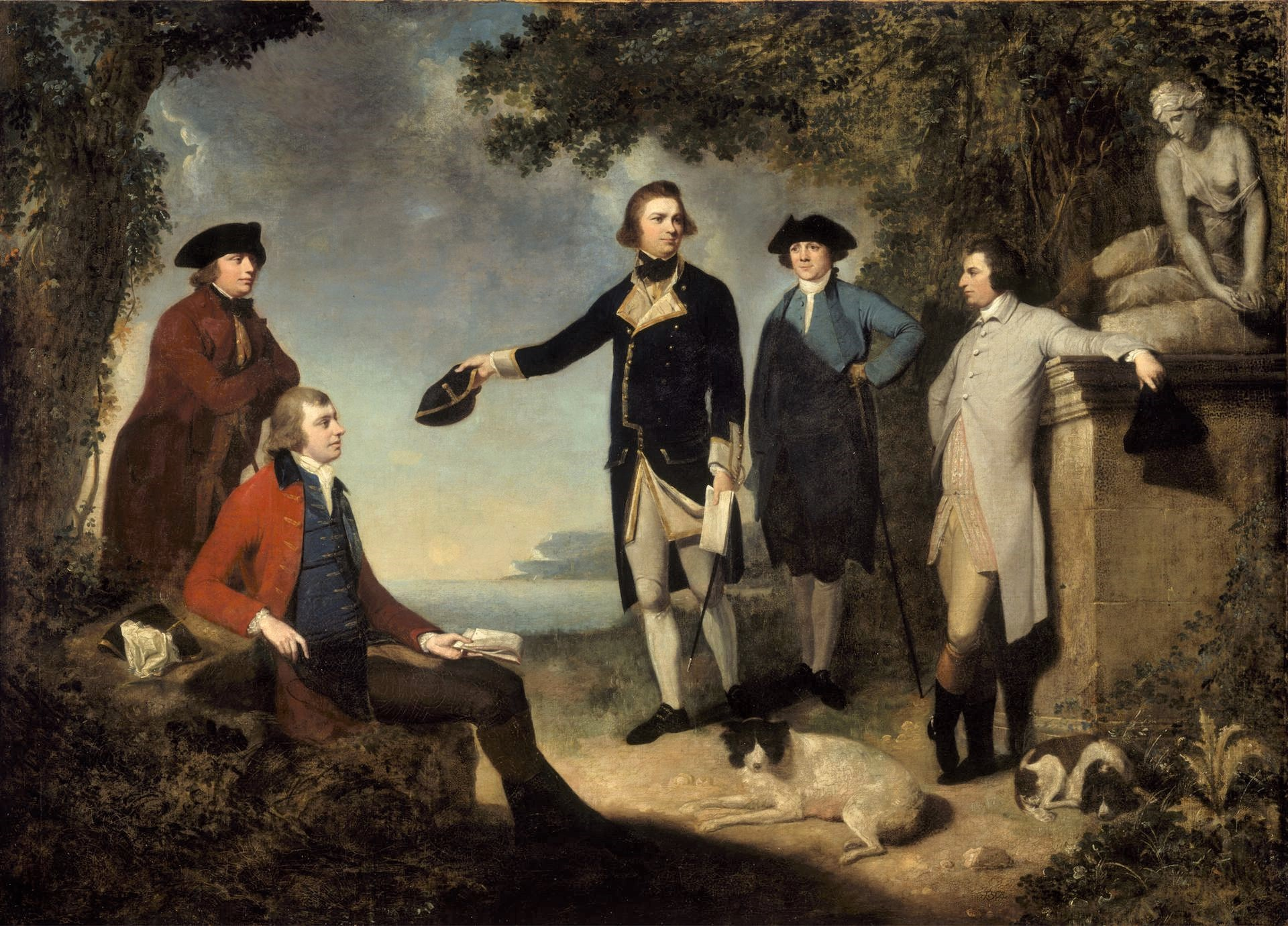
庫克（中）、約瑟夫·班克斯（左二）、丹尼爾·索蘭德（左一）與他們的贊助人三明治勳爵（右一）

1768年-1771年，班克斯被指派参加皇家海军和皇家学会搭乘HMS努力号去南太平洋的科学远征。这也是詹姆斯·库克远征探险中第一次探索这个区域。班克斯资助了其他七个人加入他：瑞典博物学家丹尼尔·索兰德，芬兰博物学家赫尔曼·斯波林（Herman Spöring）、艺术家西德尼·帕金森、艺术家亚历山大·巴肯（Alexander Buchan）、一个科学秘书和两个在他房产工作的黑人仆人。
当远征到巴西的时候，班克斯第一次科学的描述了一种在现在很常见的花园植物－簕杜鹃（以与库克同时代的法国探险家路易斯·安东尼·布干维尔的名字命名），接着他们到南美洲的部分地方。远征之后前进到了大溪地岛（他们在那里观察了金星凌日，也是本次远征任务的主要目标），然后到了新西兰，下一个则是澳大利亚的东海岸，库克船长在这里绘制了海岸线，他们在植物湾（Botany Bay）登陆。之后因为他们在穿越大堡礁后发现船体有许多洞，他们在昆士兰的奋进河（靠近今天的库克敦（Cooktown））的岸上花了将近七个礼拜的时间来修理船。当他们到达澳大利亚的时候，班克斯，丹尼尔·索兰德和赫尔曼·斯波林开始了他们的第一次大规模植物群采集，这当中他们发现了很多对于科学界来说全新的物种。差不多有800种物种被艺术家悉尼·帕金森绘制成图并且放在了班克斯的《花谱》里，这本书集最终在1980到1990年间出版了35卷。

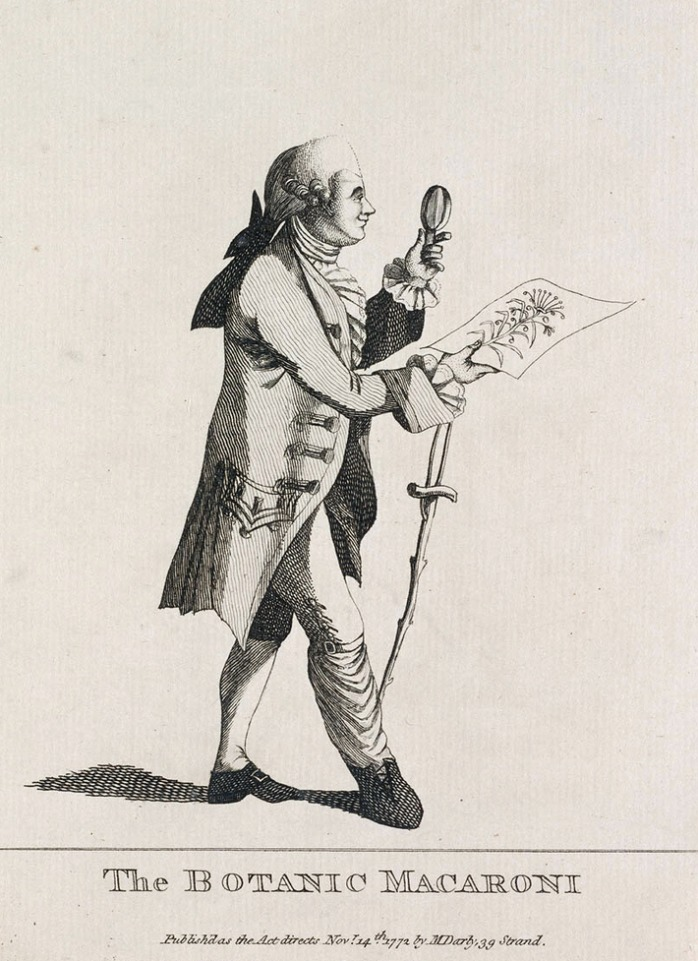
一个标题是“植物学的纨绔子弟”的讽刺画，由马太·达利（Matthew Darly）创作于1772年，纨绔子弟这个词在18世纪是对那些过分追求时尚的跟随者的贬抑

### 回家
班克斯于1771年7月12日回到英国，此时已稍有名气。
他本来想要参加库克船长的于1772年5月13日开始的第二次航行，但是因为班克斯提出的关于在库克船长新船的科学要求的议案难于达成，英国海军部觉得班克斯提出的要求无法接受，于是在无事先通知的情况下取消了对他参与出海航行的许可。同年７月，他和丹尼尔·索兰德搭乘劳伦斯爵士号（Sir Lawrence）造访了苏格兰和冰岛西边的怀特岛（Isle of Wight），当他们回来的时候他们带回了许多植物物种。1773年在保罗·悉尼的陪同下，他到南威尔士旅行。当他在伦敦定居后他开始他编写《花谱》的工作。与此同时他还和很多科学家保持联络。同年他被选为瑞典皇家科学院外籍院士。1774年加入业余爱好者协会。他在之后的1778年到1797年都担任这个协会的秘书。1778年11月30日，他当选为皇家学会会长，他在这个职位上当了超过41年。

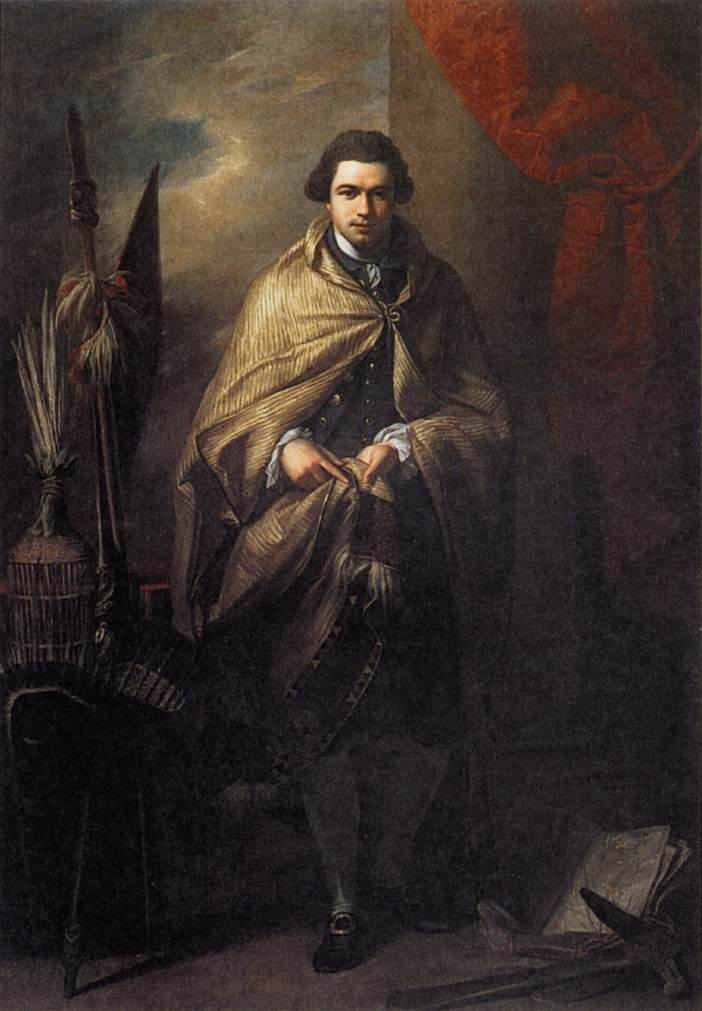
班克斯的画像,由本杰明·韦斯特绘于1773年

1779年3月，班克斯和Ｗ·Ｗ·休格森的女儿多罗西娅·休格森（Dorothea Hugessen）结婚，之后他们定居在苏豪广场的一栋大房子里。从此之后，他在伦敦居住的剩余时间都在那里。他在那里接待了各种科学家，学生和作家和许多著名的国外来访者。他的妹妹萨拉·索菲亚·班克斯（Sarah Sophia Banks）与班克斯和他的妻子住在一起。他陆续雇佣索兰德，乔纳斯·卡尔森·德吕安德尔（Jonas Carlsson Dryander）和罗伯特·布朗（Robert Brown）作为图书管理员和馆长帮他收集标本。
同样是在1779年，班克斯租了一个叫做Spring Grove的房子，这个房子曾经是伊莱沙·比斯科（Elisha Biscoe，1705–1776年）所有，在1808年，他最终从比斯科同样叫伊莱沙的儿子手里，一次性付款买了下来。图片中是那个房子1815年的样子。34英亩的房子的土地沿着伦敦北边的艾尔沃斯（Isleworth）围绕，当中的一处天然泉水很吸引班克斯。班克斯花了很多时间和精力在他的第二个家。
他稳定的在地产上创作了一个又一个的植物学作品，主要是他在外面旅游时收集的来自世界各地的各种外国的植物，特别是澳大利亚的和南太平洋的植物。这个被植物环绕的区域也以Spring Grove而出名。

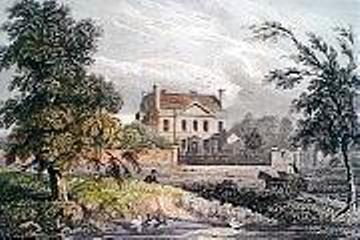
班克斯于艾尔沃斯的房子

这个房产被之后的拥有者极大地扩展和重建，现在成为了西泰晤士大学（West Thames College）的一部分。
班克斯于1781年被授予了准男爵爵位，也就是他当上皇家学会会长的三年后。从此之后他成为英王乔治三世在邱园的正式顾问。班克斯派遣了很多探险家和植物学家到世界各地，通过这种努力邱园成为了在世界上都属于一流的植物园，同时，许多物种因此被引入欧洲和切尔西植物园。他也直接促成了几次著名的航行，包括乔治·温哥华（George Vancouver）到北美太平洋的航行，和威廉·布莱（William Bligh）从南太平洋把面包树引进到加勒比群岛的航行。班克斯也是赞助威廉·史密斯（William Smith）实行他长达数十年的英国地质图编绘的主要赞助人，那个地质图是第一个英国全国的地质图。同时，班克斯选了艾伦·坎宁安（Allan Cunningham）航行到巴西和澳大利亚的北海岸和西北海岸收集物种。

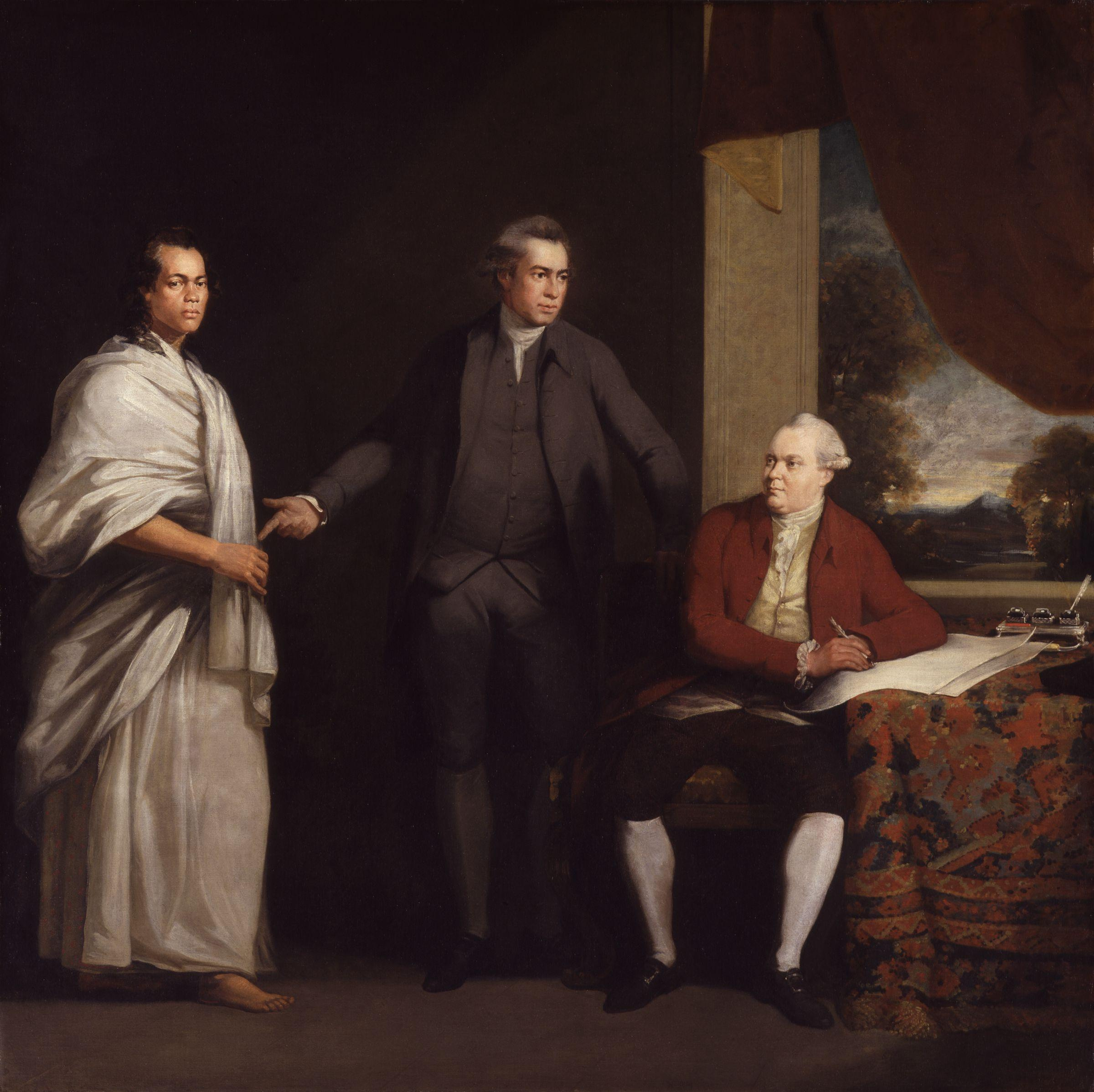
约瑟夫·班克斯爵士（中）和奥迈(左)，丹尼尔·索兰德（右）在一起，由威廉·帕里(William Parry)所绘，c. 1775–76.

### 新南威尔士的殖民
班克斯曾经是赞成在新南威尔士殖民的最大支持者之一。
1779年，在班克斯给英国下议院的委员会证明之前，他就宣称纽荷兰海岸的植物湾是最适合用来收容罪犯的，不用怀疑，在像纽荷兰这个比整个欧洲都要大的广阔土地上还会有额外的回报。他的殖民兴趣并不仅仅停留在此，当殖民开始并过了20年之后，他对殖民活动的影响依然存在。事实上，他担当了英国政府在澳大利亚大部分事务上的顾问。他安排了补给舰HMS保卫者号（HMS Guardian）运送大量有用树木和植物，虽然它之后发生了船难。另外所有从新南威尔士带回来植物，动物，矿物的船只都会运到班克斯那里。
他一直呼吁帮助发展殖民地的农业和贸易，他也靠他的影响力和被派遣出去的早期殖民者保持联系，像是年轻的园艺家乔治·萨特（George Suttor），他后来写了一本关于班克斯的回忆录。
三个最早的殖民地总督，亚瑟·菲利普（Arthur Phillip）、约翰·亨特（John Hunter）和菲利普·吉德利（Philip Gidley King），都和班克斯保持着持续的通讯。